# Liste des organisations anti-guerre

Symbole de la paix associé à l'expression Peace and love.

Afin de faciliter une opposition organisée, déterminée et fondée sur des principes aux guerres, les gens ont souvent fondé des organisations anti-guerre. Ces groupes vont de coalitions temporaires qui traitent d'une guerre ou d'une guerre en cours, à des organisations structurées plus permanentes qui travaillent pour mettre fin au concept de guerre et aux facteurs qui conduisent à des conflits destructeurs à grande échelle. L'écrasante majorité le fait de manière non violente. La liste suivante d'organisations anti-guerre met en évidence les groupes anti-guerre passés et présents du monde entier.

## International
- Équipes Christian Peacemaker
- Conférences de Dartmouth
- Ne touchez pas le peuple d'Iran
- Institut d'économie et de paix
- Campagne internationale contre l'agression en Irak
- Campagne internationale pour l'abolition des armes nucléaires
- Campagne internationale pour interdire les mines terrestres
- Bourse internationale de réconciliation
- Bureau international de la paix
- Organisation mondiale de la paix[1]
- Médecins internationaux pour la prévention de la guerre nucléaire
- Mondpaca Esperantista Movado Mouvement d'espéranto pour la paix dans le monde
- Initiative des femmes Nobel organisée par les femmes lauréates du prix Nobel de la paix
- Force de paix non violente
- Sur la paix de la Terre
- L'Organisation pour la paix mondiale
- Peace One Day
- Brigades internationales de la paix
- Conférences Pugwash sur la science et les affaires mondiales
- Étudiants pour la justice en Palestine[réf. nécessaire]
- Le projet de non-violence
- Coalition nationale anti-guerre unie
- Internationale des résistants à la guerre
- World Beyond War
- Conseil mondial de la paix
- Ligue internationale des femmes pour la paix et la liberté
- Congrès mondial des intellectuels pour la paix

## Afrique
- Coalition anti-guerre
- Comité sur la résistance à la guerre en Afrique du Sud
- Fin de la campagne de conscription
- Alerte Koeberg

## Asie
- Beheiren
- Peace Now
- National Council for Peace

## Europe
- Association de la Paix par le droit
- Société autrichienne des amis de la paix (allemand: Oesterreichische Gesellschaft der Friedensfreunde)[2]
- Centre for Antiwar Action - Serbie[3]
- Dansk Fredsforening, Danske Kvinders Fredskæde - Danemark[4]
- Société allemande de paix
- Irish Peace Society[5]
- Ligue internationale de la paix
- Ligue de paix et de liberté[6]
- No-Conscription Fellowship
- Association norvégienne pour la paix (norvégien: Norges Fredslag ) [7]
- Società per la pace e la giustizia internazionale - Italie[8]
- Société suisse de la paix - Suisse
- Comité de paix soviétique - organisation contrôlée par l'État pendant l'Union soviétique
- Stop the War Committee - s'oppose à la deuxième guerre des Boers
- Société suédoise pour la paix et l'arbitrage
- Vrede door Recht (La paix par le droit) - Pays-Bas

### France
- Mouvement pour une alternative non violente
- Société Gratry de la paix[6]
- Association pour la paix par le droit
- Union pacifiste de France

### Royaume-Uni
- Campagne pour le désarmement nucléaire
- Ligue de paix de l'Église d'Angleterre
- Comité de 100
- Comité d'action directe
- Service volontaire international
- Association pour la paix et l'arbitrage des femmes de Liverpool et de Birkenhead[9]
- Familles militaires contre la guerre
- Aucune bourse de conscription
- Union pour le gage de paix[10]
- Société de la paix
- Rationalist Peace Society - Grande-Bretagne[11]
- Arrêtez la Coalition de guerre
- Espions pour la paix
- Workman's Peace Association - Grande-Bretagne[7]

## Amérique du Nord

### États-Unis
- America First Committee - s'est opposé à l'entrée américaine dans la Seconde Guerre mondiale
- Ligue américaine contre la guerre et le fascisme
- Mobilisation américaine pour la paix
- American Peace Society
- Femmes américaines pour la paix [12],[13]
- ANSWER (également connu sous le nom de International ANSWER and ANSWER Coalition)
- Une autre mère pour la paix
- Comité anti-guerre
- Antiwar.com
- Association des musulmans des États-Unis [14]
- Alliance noire pour la paix
- Réseau Campus Anti-Guerre
- Comité pour une action non violente (fusionné plus tard avec la War Resisters League )
- Comité pour la révolution non violente
- Centre on Conscience & War (anciennement connu sous le nom de NISBCO)
- Comité central des objecteurs de conscience
- Coalition de Chicago contre la guerre et le racisme
- Conseil pour un monde vivable
- Le Conseil d'Intérêt National
- Code Pink: Women for Peace
- Rêves communs
- ChildVoice International
- Action directe pour arrêter la guerre
- Fondation Future of Freedom[15]
- Comité des amis sur la législation nationale
- Réseau des droits GI
- Familles Gold Star pour la paix
- Vétérans irakiens contre la guerre
- Coalition pour l'action pour la paix en Irak
- Voix juive pour la paix
- LewRockwell.com
- Alliance de Long Island pour des alternatives pacifiques
- Les familles des militaires se prononcent contre la guerre en Irak
- L'Institut Mises[16]
- Comité central mennonite
- Moratoire pour mettre fin à la guerre au Vietnam
- Campagne nationale pour un fonds d'impôt pour la paix
- Comité national de coordination pour mettre fin à la guerre du Vietnam
- Comité national de mobilisation pour mettre fin à la guerre du Vietnam
- Comité national de coordination de la résistance aux impôts de guerre
- New York Peace Society - première société de paix aux États-Unis, opposée aux guerres des 19e et 20e siècles
- Pas de Ligue de Conscription
- Pas en notre nom
- Alliance des étudiants du comté d'Orange
- Action pour la paix
- Alliance pour la paix
- Parti de la paix et de la liberté
- Conseil populaire d'Amérique pour la démocratie et la paix - groupe anti-Première Guerre mondiale
- Résistance à la militarisation des ports
- RÉSISTER
- Institut Ron Paul pour la paix et la prospérité[17]
- Campement des femmes de Seneca pour un avenir de paix et de justice
- Onzième familles pour des lendemains pacifiques
- Comité de mobilisation du printemps pour mettre fin à la guerre du Vietnam
- StandDown
- Étudiants pour une société démocratique (organisation 2006)
- Conseil de paix de Syracuse
- The Buffalo Nine
- Le monde ne peut pas attendre
- Coalition des troupes maintenant
- Unis pour la paix et la justice
- Coalition nationale anti-guerre unie
- US Peace Memorial Foundation
- Vétérans pour la paix
- Comité de la fête du Vietnam
- Vétérans du Vietnam contre la guerre
- Ligue des résistants à la guerre
- Femmes contre la folie militaire[18]
- Les femmes en grève pour la paix

- Parti de la paix des femmes[13]

- Société pour la paix des femmes[13]
- Union pour la paix des femmes
- Fête internationale de la jeunesse (Yippies)

### Canada
- Comité des déserteurs américains
- Fédération des enseignants de la Colombie-Britannique
- Alliance canadienne pour la paix
- Congrès canadien de la paix
- Ceasefire Canada
- Conscience Canada

- Voix des femmes de la Nouvelle-Écosse
- Campagne de soutien aux résistants à la guerre

## Océanie
- Paix et justice mondiales Auckland
- Action de paix Wellington
- Arrêtez la Coalition de guerre

## Religieux

### Chrétien
- Comité du service des amis américains
- Bourse anglicane pacifiste
- Association catholique pour la paix internationale
- Mouvement ouvrier catholique
- Conférence de paix chrétienne
- Bourse pour la paix des disciples
- Bourse de paix épiscopale
- Bourse de réconciliation
- Comité des amis sur la législation nationale
- Ligue internationale catholique pour la paix
- Bourse luthérienne pour la paix
- Comité central mennonite
- Bourse méthodiste pour la paix
- Ordre de Maximilien - organisation de guerre anti-Vietnam
- Pax Christi[19]
- Bourse de charisme pentecôtiste pour la paix
- Bourse de paix presbytérienne

### Bouddhiste
- Bourse bouddhiste pour la paix